# Pierre Degond
Pierre Degond est un mathématicien français, travaillant actuellement à l'Institut de mathématiques de Toulouse. Il est titulaire d'une Chaire de Mathématiques Appliquées à l'Imperial College de Londres de 2013 à 2020.

## Carrière
Ancien élève de l'École normale supérieure, Pierre Degond obtient un doctorat en 1983 à l'université Pierre-et-Marie-Curie sous la direction de Claude Bardos, avec une thèse intitulée Existence et comportement asymptotique des solutions de l'équation de Vlasov-Poisson linéarisée.
Il passe une thèse d'habilitation à diriger des recherches en 1989 avec pour sujet : Théorie cinétique des fluides de particules chargées.
Il commence sa carrière scientifique à l'École polytechnique à Palaiseau où il est chargé de recherche au CNRS. Il passe professeur à l'École normale supérieure de Cachan avant de partir pour le CNRS à Toulouse où il fonde le laboratoire de mathématiques appliquées qui est maintenant, sous le nom Mathématiques pour l'Industrie et la Physique, une équipe de l'Institut de mathématiques de Toulouse. Il a dirigé l'Institut de mathématiques de Toulouse.
Depuis octobre 2013, Pierre Degond travaille à l'Imperial College.

## Travaux
Ses travaux portent sur la dynamique collective, la prise de décision et l'auto-organisation au sein de systèmes complexes, à la rencontre de la biologie et des sciences sociales. Ses méthodes combinent analyse, théorie asymptotique et techniques numériques multi-échelle.

## Distinctions
- 2013 : prix Jacques-Louis-Lions de la SMAI
- 2014 : lauréat du Royal Society Wolfson Research Merit Award[4]

## Sélection de publications
- Pierre Degond, Lorenzo Pareschi et Giovanni Russo (éditeurs), Modeling and computational methods for kinetic equations, Birkhäuser, 2004, 356 p. (ISBN 0-8176-3254-9, lire en ligne)
- Pierre Degond et Min Tang, « All Speed Scheme for the Low Mach Number Limit of the Isentropic Euler Equations », Communications in Computational Physics, vol. 10,‎ 2011, p. 1-31 (DOI 10.4208/cicp.210709.210610a)
- Pierre Degond et Sébastien Motsch, « Large scale dynamics of the Persistent Turning Walker model of fish behavior », Journal of Statistical Physics, vol. 131,‎ 2008, p. 9!9-1021 (DOI 10.1007/s10955-008-9529-8)
- F. Berthelin, Pierre Degond, M. Delitala et M. Rascle, « A model for the formation and evolution of traffic jams », Archive for Rational Mechanics and Analysis, vol. 187,‎ 2008, p. 185-220 (DOI 10.1007/s00205-007-0061-9)
- Pierre Degond, Sébastien Motsch, 2008, Continuum limit of self-driven particles with orientation interaction, Mathematical Models & Methods in Applied Sciences, vol. 18,  (ISSN 0218-2025), pages 1193-1215
- Degond P, Deluzet F, Navoret L, et al., 2010, Asymptotic-Preserving Particle-In-Cell method for the Vlasov-Poisson system near quasineutrality, Journal of Computational Physics, Vol:229,  (ISSN 0021-9991), pages 5630-5652
- Moussaid M, Guillot EG, Moreau M, et al., 2012, Traffic Instabilities in Self-Organized Pedestrian Crowds, PLOS Computational Biology, vol. 8,  (ISSN 1553-734X)
- Pierre Degond, Alexei Lozinski, Bagus Putra Muljadi et Jacek Narski, « Crouzeix-Raviart MsFEM with bubble functions for diffusion and advection-diffusion in perforated media », Communications in Computational Physics, vol. 17, no 4,‎ 2015, p. 887-907 (MR 3371526)